# Yiruma
Yiruma (Hangul:이루마,  Hanja: 李閏珉 , Hán-Việt: Lý Nhuận Mân sinh ngày 15 tháng 2 năm 1978) là nghệ sĩ dương cầm nổi tiếng người Hàn Quốc. Anh bắt đầu chơi piano khi mới 5 tuổi và theo gia đình chuyển đến London định cư khi 11 tuổi, anh theo học tại trường năng khiếu Purcell of Music.
Yiruma thường xuyên lưu diễn trên khắp thế giới và các album của anh được bán ở châu Mỹ, châu Âu cũng như châu Á. Một số tác phẩm nổi tiếng nhất bao gồm có Maybe, River flows in you và Kiss the rain, First love và From the yellow room,...
Mặc dù trước đây, Yiruma được giữ hai quốc tịch Vương quốc Anh và Hàn Quốc, nhưng vào tháng 7 năm 2006, anh đã từ bỏ quốc tịch Anh, trở về quê hương và thi hành nghĩa vụ quân sự, gia nhập và phục vụ trong lực lượng Hải quân Hàn Quốc.

## Tiểu sử
Yiruma bắt đầu học dương cầm tại Hàn Quốc lúc 5 tuổi, những phím đàn đã khơi dậy niềm đam mê âm nhạc ở anh và từ đó, đi theo anh cho đến tận bây giờ. Năm 1988, anh di cư tới Anh và vào tháng 12 năm 1996, anh bắt đầu tham gia làm album "The Musicians" của Purcell. Anh tốt nghiệp Nhạc viện Purcell London vào tháng 7 năm 1997 và Đại học King's College vào tháng 6 năm 2000.
Tháng 1 năm 2002, Yiruma trở thành nghệ sĩ dương cầm đầu tiên của Hàn Quốc được vinh dự biểu diễn trong lễ hội âm nhạc MIDEM tại Cannes, Pháp. Yiruma khi ấy được coi là một trong những nghệ sĩ New-age triển vọng nhất Hàn Quốc.
Sau đó, Yiruma trở nên nổi tiếng và được hâm mộ trên toàn châu Á khi anh cho ra đời những bản nhạc nhẹ nhàng lãng mạn cho bộ phim Bản tình ca mùa đông, giúp bộ phim này trở thành phim Hàn được yêu thích nhất tại thị trường Nhật Bản.
Sau này, Yiruma đã thêm vào những bản nhạc của mình nhiều nhạc cụ khác như sáo, harmonica, guitar, và nhạc điện tử, khiến giai điệu của dương cầm như nổi bật, độc đáo và nồng nàn hơn. Yiruma đã ra mắt được 8 album và thành công nhất với album đầu tay First Love phát hành vào tháng 12 năm 2001. Trong đó, Kiss the rain là bản nhạc khiến cho những người nghe khó tính nhất cũng khó lòng chối từ. Anh là một Cơ Đốc Nhân, anh từng nói: "I’m a Christian, and I am not a New-age artist. Most people misunderstand me". Trong album "H.I.S" (2006), anh đã gửi đến thông điệp: "Chúa là Đấng nắm tay tôi". Yiruma kết hôn vào năm 2007 với cựu hoa hậu Hàn Quốc Son Hye-im.

## Phong cách âm nhạc
Phong cách âm nhạc của Yiruma không dễ để phân loại và tương tự như âm nhạc cổ điển đương đại trong những đoạn phim hay kịch truyền hình. Bởi vì âm nhạc phổ biến với nhiều người nghe không quen thuộc với âm nhạc cổ điển, nhạc cụ độc tấu piano và khuynh hướng thiên về "phong trào" thường dẫn đến các nhãn như "tân cổ điển" hay "cổ điển đương đại".

## Album

### Album phòng thu
- Love Scene (2001)
- First Love (2001)
- From the Yellow Room (2003)
- Nocturnal Lights... They Scatter (2004)
- Destiny of Love (2005)
- Poemusic (2005)
- H.I.S. Monologue (2006)
- P.N.O.N.I. (2008)
- Stay in Memory (2012)
- Blind Film (2013)

### Khác
- Yiruma: Live at HOAM Art Hall (2005)
- Oasis and Yiruma (2002)
- Doggy Poo OST (2002)
- Piano Museum (2004)
- Missing You (2009)
- Ribbonized (10th Anniversary 6-CD BoxSet) (2010)
- "Halo" with Hyolyn (2012)[2]
- "I Hate It" with Baek Ji-young (2013)[3]
- "One Spring Day" with 2AM (2013)[4]
- "Selene 6.23" with Shinee (2013)
- "Higher" with Ailee (2013)[5]
- "Play That Song" with G.O and 2Face (2013)[6]
- "Winter Night" with Kim Woo-joo (2014)[7]